# 안영기 (1929년)
안영기(1929년 6월 19일 ~ 2009년 10월 20일)는 대한민국의 비전향 장기수이다.

## 생애
경상북도 선산군에 있는 몹시 가난한 노동자 가정 출신이다. 한국 전쟁 발발 직전인 1950년 4월에 부산의 경남상업고등학교를 제2 회로 졸업하였다. 한국전쟁이 발발하자 조선민주주의인민공화국을 지지하였고 1950년 9월에 조선인민군에 입대하였다.
한국전쟁에 참가하여 3년간 복무를 마치고 1953년 10월에 제대하였다. 제대 후 남쪽 출신 입대자가 원할 때 대학까지 공부하게 해 주는 정책에 따라 김책공대의 전신인 평양건설대학에 입학하였다. 1958년에 평양건설대학 건축공학부를 졸업하고서 평양의 건설 부문에서 근무하면서 옥류관 건설에도 참여하였다.
1962년에 평양에 아내와 두 딸을 남겨두고 공작원으로 남파되었다가 체포되었다. 무기징역형을 선고받고 전향을 거부하여 비전향 장기수가 되었으며,  1999년에 김대중 정부의 사면으로 석방되었다. 총 복역 기간은 약 37년이다.
석방 후 경기도 과천시에서 다른 비전향 장기수들과 헌책방을 함께 운영 하면서 생계를 꾸려가던 중, 2000년 6·15 남북 공동선언에 의거해 조선민주주의인민공화국으로 송환되었다. 그 사이 두 딸은 강반석혁명학원을 졸업하고 조선로동당원으로 입당해 일하고 있었으며, 부인도 평양 평천구역에 생존해 있었다. 이것은 당 고급 간부에 준하는 대우였다.
안영기는 송환되기 전인 1998년과 1999년에 이미 각각 조국통일상을 받고 공화국 영웅 칭호를 받는 등 꾸준히 관심받았다. 송환 후에는 대한민국에서 수감되어 있을 때 같은 장기수인 류낙진에게 배운 서예 작품 창작을 계속하여 서예 작품전을 열었다. 조선미술가동맹 중앙위원회에 소속된 정식 서예가로서 활동하였다.

## 참고 자료
- 안영기 외 13인 (2003). 〈경애하는 (안영기)〉. 《신념과 의지의 강자들 -  비전향 장기수들의 수기 3》. 평양: 평양출판사.